# Sint Jozefziekenhuis (Doetinchem)
Het Sint Jozefziekenhuis is een van de voormalige ziekenhuizen in Doetinchem. De verpleging werd eerst gedaan door Zusters uit Denemarken en vervolgens door Zusters van een congregatie uit Amersfoort. Het Sint Jozefziekenhuis fuseerde met het Wilhelminaziekenhuis, eveneens in Doetinchem. De gefuseerde ziekenhuizen kregen de naam Slingeland Ziekenhuis.